# أناند موهان
أناند موهان (بالإنجليزية: Anand Mohan) هو عالم الأرض ‏ وجيولوجي هندي، ولد في 29 سبتمبر 1957 في دارامسالا في الهند.